# Biografisk film

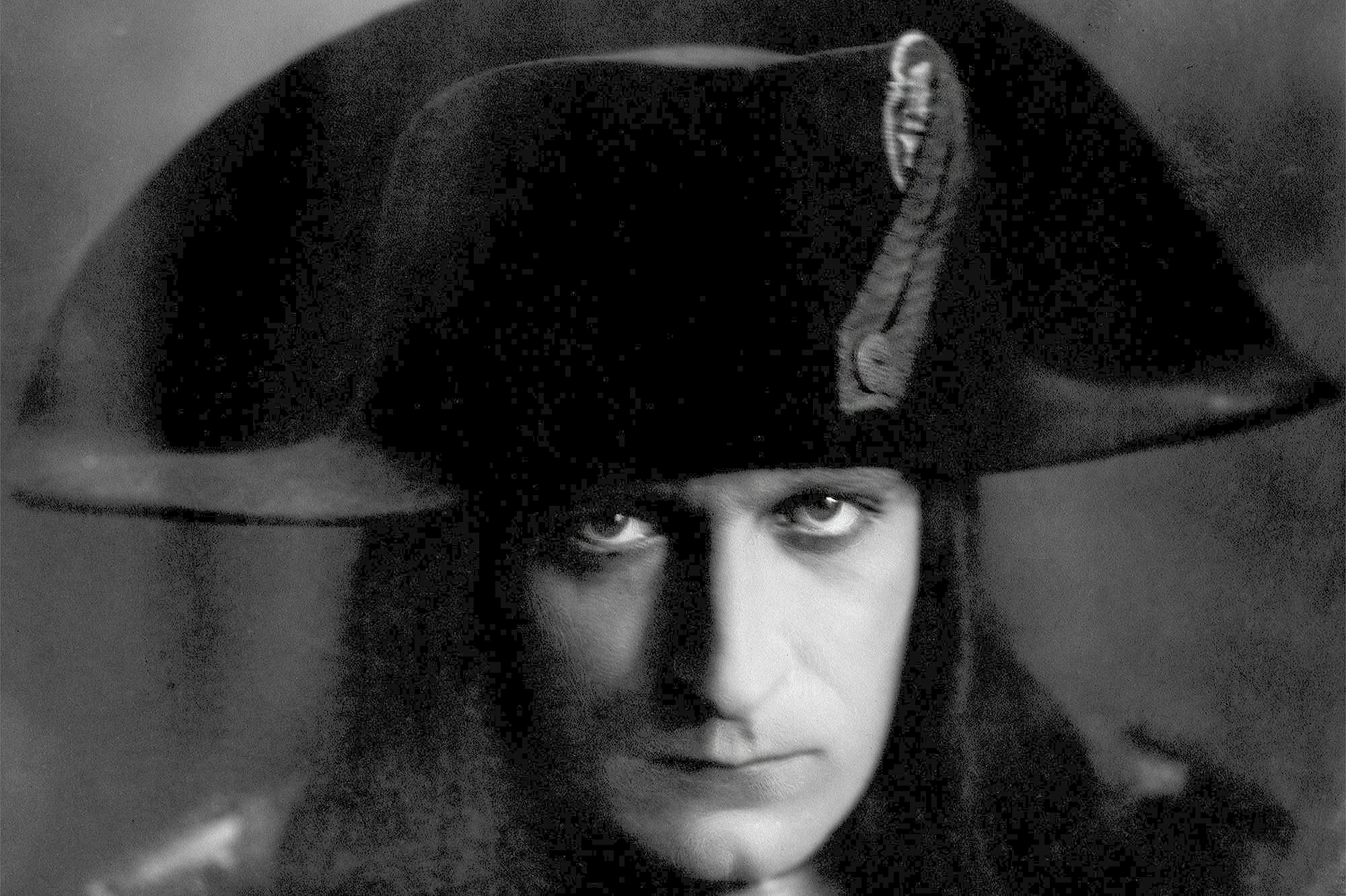
Albert Dieudonné som Napoleon i Abel Gances film från 1927. Napoleon är den historiska person som porträtterats flest gånger på film.

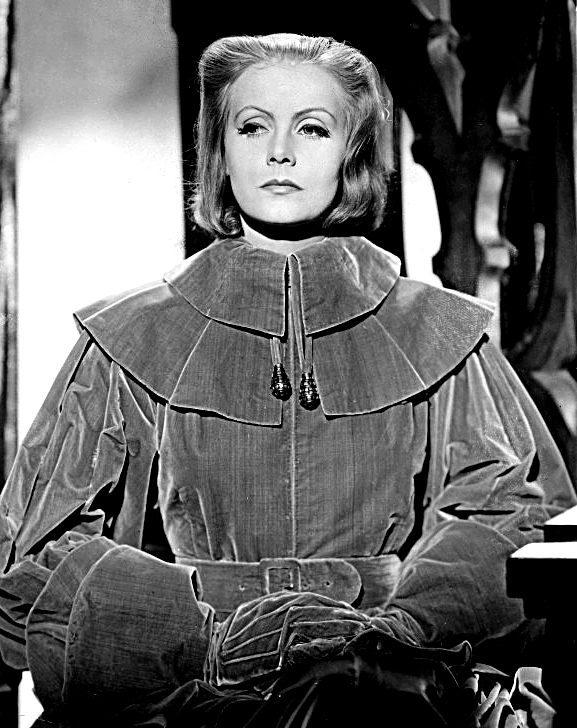
Greta Garbo i filmen Drottning Kristina 1933.

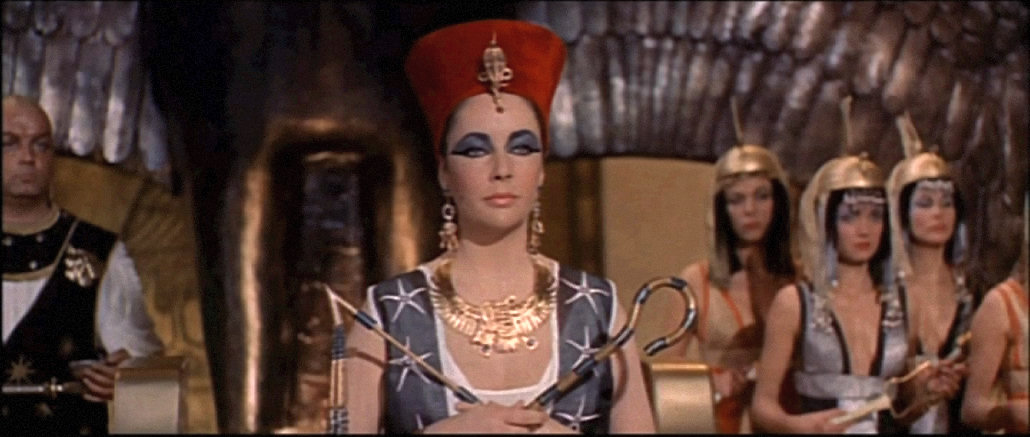
Elizabeth Taylor i filmen Cleopatra 1963.

Biografisk film, eller biopic (förkortning av biographical picture), är filmer som gestaltar och dramatiserar historiska eller levande personers liv.  Vanligast är biografiska filmer om välkända personer - musiker, skådespelare, författare, politiker - baserade på deras livsöden eller specifika episoder i deras liv.
Redan i filmens barndom insåg filmmakare att historier ur kända personers liv erbjöd bra material till dramatiska, romantiska och spännande filmer. Man förstod också att berättelser med kända huvudkaraktärer kunde locka en stor publik. I de tidiga biografiska filmerna möter vi personer som Jesus från Nasaret, Napoleon, Florence Nightingale, Jeanne d’Arc och Peter den Store. Det första mästerverket i genren är den fem och en halv timme långa franska stumfilmen Napoléon, regisserad av Abel Gance 1927. Napoleon är också den historiska person som porträtterats flest gånger på film.
Den biografiska filmen hade en storhetstid under 1930-talet och är än i dag en populär filmgenre. Under 2000-talet har den biografiska filmen också blivit vanlig som TV-film, ofta i form av miniserier.
De historiska personer vars liv dramatiserats för film flest gånger är Kleopatra, Jesus, Jeanne D'Arc, Elizabeth I, Napoleon, Abraham Lincoln och Adolf Hitler. Andra personer som flitigt förekommer i biopics är Maria Stuart, Casanova, Jesse James, Al Capone och medlemmar av familjen Kennedy.

## Exempel på biografiska filmer

### Regenter, politiker
- 1927 Napoléon
- 1933 Drottning Kristina
- 1963 Cleopatra
- 1979 Caligula
- 1987 Den siste kejsaren (om kejsaren Pu Yi)
- 2004 Undergången (om Adolf Hitler)
- 2011 Järnladyn (om Margaret Thatcher)
- 2012 Lincoln (om Abraham Lincoln)
- 2017 Darkest Hour (om Winston Churchill)
- 2018 Vice (om Dick Cheney)

### Frihetshjältar, medborgarrättskämpar
- 1948 Jeanne d’Arc
- 1960 Spartacus
- 1965 Mannen från Nasaret (om Jesus)
- 1982 Gandhi
- 1987 Ett rop på frihet (om Steven Biko)
- 1990 God afton, Herr Wallenberg (om Raul Wallenberg)
- 2004 Dagbok från en motorcykel (om Che Guevara)
- 2008 Milk (om Harvey Milk)
- 2014 Selma (om Martin Luther King)

### Personer inom vetenskap
- 1943 Madame Curie (om Marie Curie)
- 1954 Seger i mörker (om Gustaf Dalén)
- 1957 Spirit of St. Louis (om Charles Lindbergh)
- 2001 A Beautiful Mind (om John Forbes Nash)
- 2004 Kinsey (om Alfred Kinsey)
- 2014 The Imitation Game (om Alan Turing)
- 2014 The Theory of Everything (om Stephen Hawking)

### Personer inom sport
- 1980 Tjuren från Bronx (om boxaren Jake La Motta)
- 2001 Ali (om Muhammad Ali)
- 2006 Fearless (om wushumästaren Huo Yuanjias)
- 2010 The Fighter (om "Irish" Micky Ward och Dicky Eklund)
- 2014 Foxcatcher (om John E. du Pont, Mark Schultz och Dave Schultz)
- 2014 Unbroken (om Louis Zamperini)
- 2019 Le Mans '66 (om Carroll Shelby och Ken Miles)

### Kriminella
- 1959 Al Capone
- 1967 Bonnie och Clyde (om Bonnie Parker och Clyde Barrow)
- 1969 Butch Cassidy och Sundance Kid
- 1990 Maffiabröder (om Henry Hill)
- 2003 Monster (om Aileen Wuornos)
- 2004 Helter skelter (om Charles Manson)
- 2013 The Wolf of Wall Street (om Jordan Belfort)
- 2019 The Irishman (om Frank Sheeran, Jimmy Hoffa och Russell Bufalino)

### Konstnärer, författare, musiker
- 1937 Emile Zolas liv
- 1943 Jack London
- 1974 Edvard Munch
- 1990 En ängel vid mitt bord (om Janet Frame)
- 2002 Frida (om Frida Kahlo)
- 2004 Finding Neverland (om J.M. Barrie)
- 2005 Capote (om Truman Capote)
- 2018 Unga Astrid (om Astrid Lindgren)

### Populärmusiker
- 1978 Historien om Buddy Holly (om Buddy Holly)
- 1979 The Rose (om Janis Joplin)
- 1990 Summer Dreams: The Story of The Beach Boys (om The Beach Boys)
- 2000 Take Me Home: The John Denver Story (om John Denver)
- 2007 I'm Not There (om Bob Dylan)
- 2005 Walk the Line (om Johnny Cash och June Carter)
- 2009 Nowhere Boy (om John Lennon)
- 2010 The Runaways (om The Runaways)
- 2018 Bohemian Rhapsody (om Queen, framförallt Freddie Mercury)
- 2019 Rocketman (om Elton John)